# Chi-Wang Shu
Chi-Wang Shu (* 1. Januar 1957) ist ein amerikanischer Mathematiker chinesischer Abstammung. Er befasst sich mit numerischer Mathematik und wissenschaftlichem Rechnen.
Shu studierte Mathematik an der Chinesischen Universität für Wissenschaft und Technik in Hefei mit dem Bachelor-Abschluss 1982 und wurde 1986 bei Stanley Osher an der University of California, Los Angeles promoviert (Numerical Solutions of Conservation Laws).  Als Post-Doktorand war er am Institute of Mathematics and its Applications (IMA) der University of Minnesota. 1987 wurde er Assistant Professor an der Brown University, an der er 1992 Associate Professor wurde, 1996 eine volle Professur erhielt und seit 2008  Theodore B. Stowell University Professor für Angewandte Mathematik ist. 1999 bis 2005 war er Vorsitzender (Chairman) der Abteilung Angewandte Mathematik.
Er forschte insbesondere über rechnergestützte und numerische Hydrodynamik, numerische Lösungen und Verfahren zu Erhaltungsgleichungen, allgemeiner Konvektions-dominierten Gleichungen und Gleichungen vom Hamilton-Jacobi-Typ. Darunter fallen diskontinuierliche Galerkin-Verfahren mit finiten Elementen, spektrale Methoden, temporale Diskretisierungen (TVD, Temporal Variation Diminishing), Finite-Differenzen-Verfahren vom ENO (essentially non-oscillatory) und WENO (weighted ENO, gewichtete ENO) Typ. Außerdem befasst er sich mit rechnergestützter Kosmologie und numerischer Simulation von Halbleitergeräten.
1992 erhielt er den Group Achievement Award für Pionierarbeiten in numerischer Hydrodynamik des Langley Research Center der NASA als Mitglied des Teams für den ICASE-Algorithmus. 1995 erhielt er den Feng Kang Preis der Chinesischen Akademie der Wissenschaften. 2007 erhielt er den SIAM/ACM Prize in Computational Science and Engineering (SIAM/ACM CSE Prize) für die Entwicklung wissenschaftlicher Methoden, die einen großen Einfluss auf das wissenschaftliche Rechnen hatten, darunter TVD temporale Diskretisierungen, ENO  und WENO endliche Differenzenverfahren, diskontinuierliche Galerkin-Verfahren und spektrale Methoden (Laudatio). 2012 wurde er Fellow der American Mathematical Society und 2009 wurde er einer der ersten 183 Fellows der SIAM. Für 2021 wurde er für die John von Neumann Lecture ausgewählt. Seit 2004 gehört er zu den ISI Highly Cited Researchers.
2014 war er eingeladener Sprecher auf dem Internationalen Mathematikerkongress in Seoul (Discontinuous Galerkin method for time-dependent convection dominated partial differential equations).
Er ist Hauptherausgeber des Journal of Scientific Computing.

## Schriften (Auswahl)
- mit B. Cockburn: TVB Runge-Kutta local projection discontinuous Galerkin finite element method for conservation laws. II. General framework, Mathematics of Computation, Band 52, 1989, S. 411–435
- mit B. Cockburn, S. Y. Lin: TVB Runge-Kutta local projection discontinuous Galerkin finite element method for conservation laws III: one-dimensional systems, Journal of Computational Physics, Band 84, 1989, S. 90–113
- mit S. Osher: Efficient implementation of essentially non-oscillatory shock-capturing schemes, II, Journal of Computational Physics, Band 83, 1989, S. 32–78
- mit B. Cockburn, S. Hou: The Runge-Kutta local projection discontinuous Galerkin finite element method for conservation laws. IV. The multidimensional case, Mathematics of Computation, Band 54, 1990, S. 545–581
- mit G. S. Jiang: Efficient implementation of weighted ENO schemes, Journal of Computational Physics, Band 126, 1996, S. 202–228
- mit B. Cockburn: The local discontinuous Galerkin method for time-dependent convection-diffusion systems, SIAM Journal on Numerical Analysis, Band 35, 1998, S. 2440–2463
- Essentially non-oscillatory and weighted essentially non-oscillatory schemes for hyperbolic conservation laws, Advanced numerical approximation of nonlinear hyperbolic equations, 1998, S. 325–432
- mit B. Cockburn: The Runge–Kutta discontinuous Galerkin method for conservation laws V: multidimensional systems, Journal of Computational Physics, Band 141, 1998, S. 199–224
- mit S. Gottlieb: Total variation diminishing Runge-Kutta schemes, Mathematics of Computation, Band 67, 1998, S. 73–85
- mit S. Gottlieb, E. Tadmor: Strong stability-preserving high-order time discretization methods, SIAM Review, Band 43, 2001, S. 89–112
- mit B. Cockburn: Runge–Kutta discontinuous Galerkin methods for convection-dominated problems, Journal of Scientific Computing, Band 16, 2001, S. 173–261
- mit B. Cockburn, G. E. Karniadakis: Discontinuous Galerkin methods: theory, computation and applications, Springer 2012